# Undiscovered
Brooke Hogans første studiealbum Undiscovered udkom i efteråret 2006. Albummet har solgt over 127.000 eksemplarer. Der er udgivet tre singler fra "Undiscovered"; "About Us", "Heaven Baby" og "For a Moment".

## Trackliste
| #   | Titel                                | Sangskriver (e) | Producer (e)                       | Længde |
| --- | ------------------------------------ | --- | ---------------------------------- | ------ |
| 1.  | "About Us"(featuring Paul Wall)      | Jason Boyd, Paul Slayton & Scott Storch                                                                            | Scott Storch                       | 3:23   |
| 2.  | "Heaven Baby" (featuring Beenie Man) | Nelly Furtado, Moses Davis & Scott Storch                                                                          | Scott Storch                       | 4:15   |
| 3.  | "Next Time"                          | Makeba, Robert "Est" Waller, Kam Houff & Scott Storch                                                              | Scott Storch                       | 3:19   |
| 4.  | "For a Moment"                       | Anthony Asher & Scott Storch                                                                                       | Scott Storch                       | 3:48   |
| 5.  | "My Space"                           | Jason Boyd & Scott Storch                                                                                          | Scott Storch                       | 3:24   |
| 6.  | "All About Me"                       | Jason Boyd & Scott Storch                                                                                          | Scott Storch                       | 3:51   |
| 7.  | "My Number"(featuring Stack$)        | Jason Boyd, Yannique Barker & Scott Storch                                                                         | Scott Storch                       | 3:40   |
| 8.  | "Beautiful Transformation"           | Brooke Bollea, Steve Morales & Balewa Muhammed                                                                     | Steve Morales                      | 4:12   |
| 9.  | "One Sided"                          | Jason Boyd & Scott Storch                                                                                          | Scott Storch                       | 3:34   |
| 10. | "Letting Go"                         | Kam Houff & Scott Storch                                                                                           | Scott Storch                       | 4:21   |
| 11. | "Dance Alone" (featuring nox)        | Jason Boyd, Rene Pichardo & Scott Storch                                                                           | Scott Storch                       | 3:24   |
| 12. | "Love You Hate You"                  | Tawanna Dobney, Joel Kipnis, Dan Wilenski, Bert Keyes & Sylvia Robinson                                            | Kaygee, JK & Dan Strong            | 3:39   |
| 13. | "Incognito"                          | Keir Gist, Joel Kipnis, Dan Wilenski, Terrence Abnet, Addaryll Wilson, Brian Coleman Tawanna Dobney & Claude Kelly | Kaygee, JK, Dan Strong, Tramp & BK | 3:04   |
| 14. | "Low Rider Jeans"                    | Brooke Bollea & Damon Elliott                                                                                      | Damon Elliott                      | 3:23   |